# Fiat 527
Fiat 527 — легковой автомобиль, выпускавшийся компанией Fiat с 1934 по 1936 год.
527 модель была 6-цилиндровой версией автомобиля Fiat 518 Ardita, и был также известен под названием Ardita 2500. Автомобиль выпускался только в кузове седан с колесной базой длиной 3170 мм.
Автомобиль производился только в Италии, всего произведено около 1000 экземпляров.

## Двигатели
| Модель | Годы выпуска | Двигатель                                               | Расположение | Мощность | Топливная система    |
| ------ | ------------ | ------------------------------------------------------- | ------------ | -------- | -------------------- |
| 2500   | 1934-36      | рядный, 6-цилиндровый, с боковым расположением клапанов | 2516 куб см  | 52 л.с.  | одиночный карбюратор |
| 2500 S | 1934-36      | рядный, 6-цилиндровый, с боковым расположением клапанов | 2516 куб см  | 60 л.с.  | одиночный карбюратор |

- Fiat 527 Sedan 1934